# 5460 Ценаатаї
5460 Ценаатаї (5460 Tsénaatʼaʼí) — астероїд головного поясу, відкритий 12 січня 1983 року. 
Тіссеранів параметр щодо Юпітера — 3,619.